# Jinshui
Jinshui (en chino, 金水; pinyin, Jīnshuǐ (escuchar)ⓘ) es un distrito urbano bajo la administración directa de la Prefectura  Zhengzhou  en la Provincia de Henan, República Popular China.  Su área es de 243 km² y su población total para 2010 superó los 2 millones de  habitantes. 
El distrito es la sede del Comité Provincial, del Partido Comunista de China, del Gobierno Popular Provincial, de la Región Militar Provincial y de la mayoría de las unidades provinciales de la provincia de Henan.
Es el centro político, económico, cultural, financiero e informativo de la provincia de Henan, y también la zona urbana con mayor poder económico..

## Administración
Desde junio  de 2020, el  Distrito Jinshui   se divide en 24 pueblos  administrados  en subdistritos.

## Toponimia
El topónimo Jinshui [/chin-shuéi/] se compone de los sinogramas Jin (oro) y Shui ("las aguas", en referencia a los riachuelos o arroyos), lo que da como resultado "las aguas de oro". El distrito toma su nombre directamente del río Jin (金水 Jīnshuǐ), que lo atraviesa.
Existen muchas teorías sobre el origen de su nombre. Una teoría sostiene en la antigüedad, la gente arrojaba oro, plata y joyas al río similar al pozo de los deseos. Otra teoría sostiene que se llama así porque se encuentra al oeste de la ciudad de Zhengzhou, y que el oeste pertenece al oro, según los cinco elementos.

## Clima
El clima presenta las cuatro estaciones bien diferenciadas, con una temperatura media de 14,3 °C y unas precipitaciones de 640 mm. El mes más lluvioso es el de julio, mes en el que se produce la mayoría de las precipitaciones.
| Parámetros climáticos promedio de Jinshui (1971−2000) | Parámetros climáticos promedio de Jinshui (1971−2000) | Parámetros climáticos promedio de Jinshui (1971−2000) | Parámetros climáticos promedio de Jinshui (1971−2000) | Parámetros climáticos promedio de Jinshui (1971−2000) | Parámetros climáticos promedio de Jinshui (1971−2000) | Parámetros climáticos promedio de Jinshui (1971−2000) | Parámetros climáticos promedio de Jinshui (1971−2000) | Parámetros climáticos promedio de Jinshui (1971−2000) | Parámetros climáticos promedio de Jinshui (1971−2000) | Parámetros climáticos promedio de Jinshui (1971−2000) | Parámetros climáticos promedio de Jinshui (1971−2000) | Parámetros climáticos promedio de Jinshui (1971−2000) | Parámetros climáticos promedio de Jinshui (1971−2000) |
| Mes                                                   | Ene.                                                  | Feb.                                                  | Mar.                                                  | Abr.                                                  | May.                                                  | Jun.                                                  | Jul.                                                  | Ago.                                                  | Sep.                                                  | Oct.                                                  | Nov.                                                  | Dic.                                                  | Anual                                                 |
| ----------------------------------------------------- | ----------------------------------------------------- | ----------------------------------------------------- | ----------------------------------------------------- | ----------------------------------------------------- | ----------------------------------------------------- | ----------------------------------------------------- | ----------------------------------------------------- | ----------------------------------------------------- | ----------------------------------------------------- | ----------------------------------------------------- | ----------------------------------------------------- | ----------------------------------------------------- | ----------------------------------------------------- |
| Temp. máx. media (°C)                                 | 5.7                                                   | 8.6                                                   | 14.0                                                  | 21.7                                                  | 27.2                                                  | 31.6                                                  | 31.8                                                  | 30.5                                                  | 26.7                                                  | 21.5                                                  | 14.1                                                  | 8.0                                                   | 20.1                                                  |
| Temp. mín. media (°C)                                 | −4.3                                                  | −1.9                                                  | 2.9                                                   | 9.5                                                   | 14.7                                                  | 19.8                                                  | 22.8                                                  | 21.7                                                  | 16.2                                                  | 9.9                                                   | 3.1                                                   | −2.4                                                  | 9.3                                                   |
| Precipitación total (mm)                              | 8.8                                                   | 12.0                                                  | 28.5                                                  | 39.6                                                  | 58.0                                                  | 62.8                                                  | 155.5                                                 | 112.5                                                 | 77.4                                                  | 45.1                                                  | 22.3                                                  | 9.8                                                   | 632.3                                                 |
| Días de precipitaciones (≥ 0.1 mm)                    | 3.3                                                   | 4.3                                                   | 6.2                                                   | 6.6                                                   | 6.8                                                   | 7.7                                                   | 11.6                                                  | 9.9                                                   | 8.2                                                   | 6.8                                                   | 5.0                                                   | 3.5                                                   | 79.9                                                  |
| Horas de sol                                          | 144.3                                                 | 139.0                                                 | 164.8                                                 | 202.8                                                 | 234.0                                                 | 229.5                                                 | 199.9                                                 | 199.6                                                 | 179.2                                                 | 182.4                                                 | 158.3                                                 | 148.1                                                 | 2181.9                                                |
| Humedad relativa (%)                                  | 60                                                    | 60                                                    | 62                                                    | 61                                                    | 62                                                    | 62                                                    | 78                                                    | 81                                                    | 75                                                    | 70                                                    | 66                                                    | 61                                                    | 66.5                                                  |
| Fuente: China Meteorological Administration           |                                                       |                                                       |                                                       |                                                       |                                                       |                                                       |                                                       |                                                       |                                                       |                                                       |                                                       |                                                       |                                                       |